# Vincent Martella
Vincent Michael Martella, född 15 oktober 1992 i Rochester i delstaten New York, är en amerikansk skådespelare. Han är mest känd för att göra rösten till den animerade karaktären Phineas Flynn i Disney Channel-serien Phineas & Ferb. Han är också känd för att spela rollen som Greg Wuliger i Everybody Hates Chris, samt för att göra rösten till Hope Estheim i rollspelet Final Fantasy XIII och dess uppföljare Final Fantasy XIII-2 och Lightning Returns: Final Fantasy XIII.

## Biografi
Vincent Martella, som är av italiensk härkomst, föddes i staden Rochester i den amerikanska delstaten New York, som son till Donna och Michael Martella. Han flyttade sedan under sin barndom till de centrala delarna av sydstaten Florida, där han tog examen från DeLand High School under år 2011. Han påbörjade därefter en onlineexamen i affärer, detta genom University of Florida.

## Karriär
Vincent Martella har bland annat spelat mot Seann William Scott och Paul Rudd i långfilmen Role Models, samt spelat rollen som Scoop i Nickelodeonserien Ned's Declassified School Survival Guide, och Greg Wuliger i UPN/CW-serien Everybody Hates Chris. Hans mest kända insats är dock som rösten till karaktären Phineas Flynn i Disney Channel/Disney XD-serien Phineas & Ferb. Han har efter detta gjort rösten till spelkaraktären Hope Estheim i Final Fantasy XIII och Final Fantasy XIII-2, samt gjort rösten till Jason Todd/Robin i den animerade långfilmen Batman: Under the Red Hood. Han repriserade även den sistnämnda röstrollen i den tidigare nämnda filmens uppföljare, Batman: Death in the Family, från 2020.
Vincent Martella har också medverkat i den fjärde säsongen av The Walking Dead. Han spelar rollen som Patrick i denna säsong.

## Filmografi (i urval)

### Filmer
- 2005 – Deuce Bigalow: European Gigolo
- 2008 – Role Models
- 2010 – Batman: Under the Red Hood (röst)
- 2011 – Phineas och Ferb – Filmen: Den 2:a dimensionen (röst)
- 2015 – McFarland, USA
- 2020 – Phineas och Ferb-filmen: Candace mot universum (röst)
- 2020 – Batman: Death in the Family (röst)

### TV-serier
- 2004–2006 – Ned's Declassified School Survival Guide (TV-serie)
- 2005–2009 – Everybody Hates Chris (TV-serie)
- 2007–2015 – Phineas & Ferb (TV-serie) (röst, även 2025–nutid)
- 2010–2011 – Take Two med Phineas och Ferb (TV-serie) (röst)
- 2011 – Love Bites (TV-serie)
- 2012 – The Mentalist (TV-serie)
- 2013–2014 – The Walking Dead (TV-serie)
- 2016–2019 – Milo Murphys lag (TV-serie) (röst)